# Libro Azul de Wisconsin

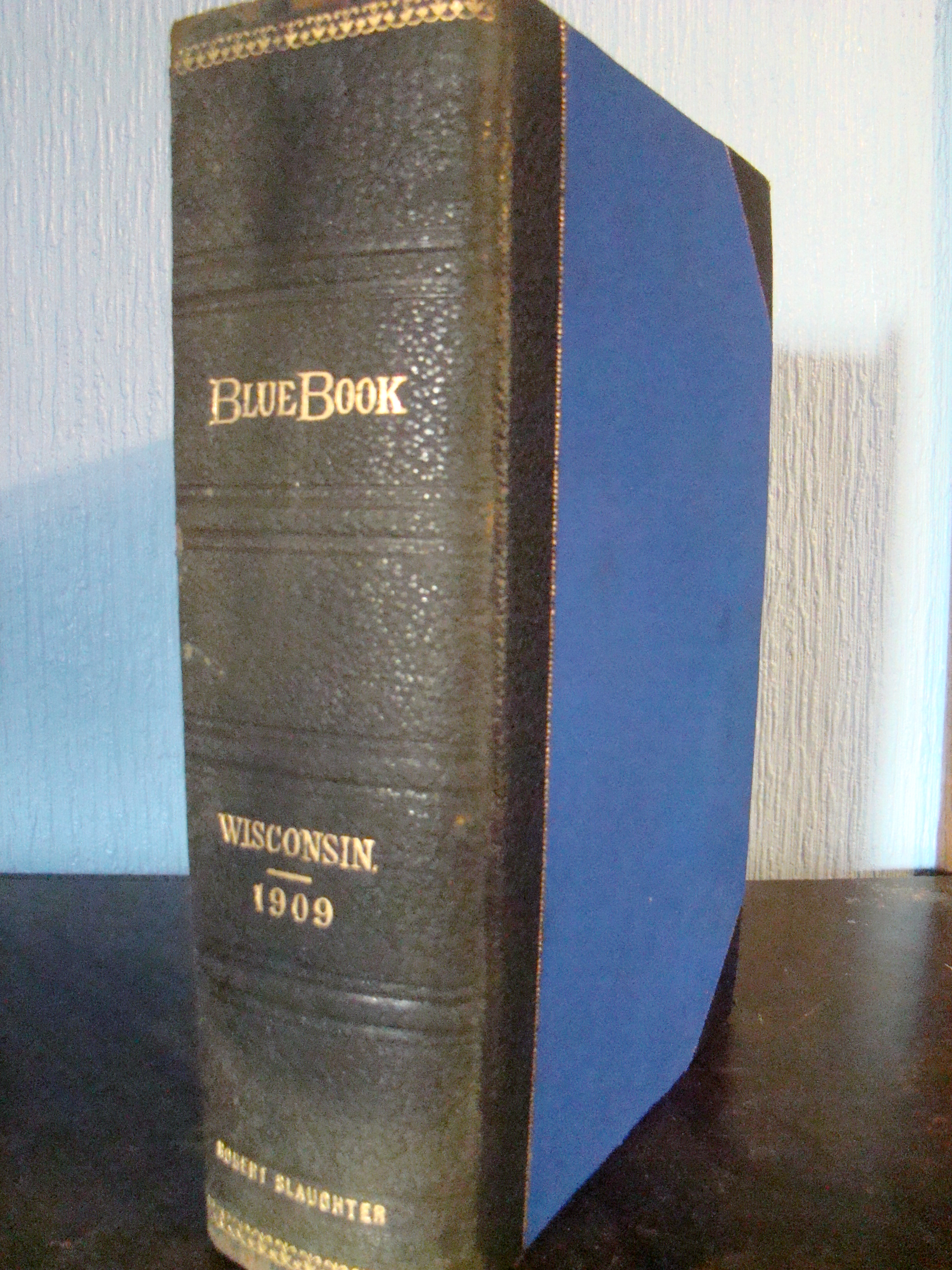
La edición de 1909 del Libro Azul de Wisconsin.

El Libro Azul de Wisconsin es una publicación bienal del Buró de Referencia Legislativa de Wisconsin. El Libro Azul es un almanaque que contiene información sobre el gobierno, la economía, la demografía, la geografía y la historia del estado de Wisconsin. Se publicó anualmente en el periodo 1879-1883 y desde 1885 cada dos años hasta la actualidad. Actualmente se publica en el otoño de cada año impar, correspondiente al comienzo de cada nuevo bienio del gobierno del estado de Wisconsin. Desde 1995, el Libro Azul ha estado disponible de forma gratuita en formato electrónico.
Muchas ediciones también ofrecen un artículo especial de gran extensión, que se centra en una característica natural o en algún aspecto social sobre el estado.
Las ediciones de tapa dura del libro pueden obtenerse sin costo alguno por los residentes de Wisconsin comunicándose con su representante estatal o senador estatal. También se puede solicitar a la "Unidad de Ventas y Distribución de Documentos" del Departamento de Administración de Wisconsin.